# Evert Grahn
Knut Evert Grahn, född 21 maj 1921 i Jönköping, död 7 april 2010 i Borås, var en svensk fotbollsspelare (anfallare).
Grahn inledde sin allsvenska karriär i IF Elfsborg, där han spelade säsongen 1940/1941 till säsongen 1945/1946. Han gick därefter till IFK Göteborg, där det blev 28 matcher (12 mål) på tre allsvenska säsonger, 1946/1947 till 1948/1949, innan han 1949 återvände till Elfsborg. Efter säsongen 1951/1952 avslutade han karriären.
Grahn kunde spela på alla platser i anfallet. Han sades ha ett bra driv i steget men var något ineffektiv som avslutare och saknade den hårdhet som karakteriserar en storspelare. Han gjorde 1943 en A-landskamp för Sverige. Hans bror, Karl-Erik Grahn, spelade också fotboll i Elfsborg och svenska landslaget.